# 朱有灮

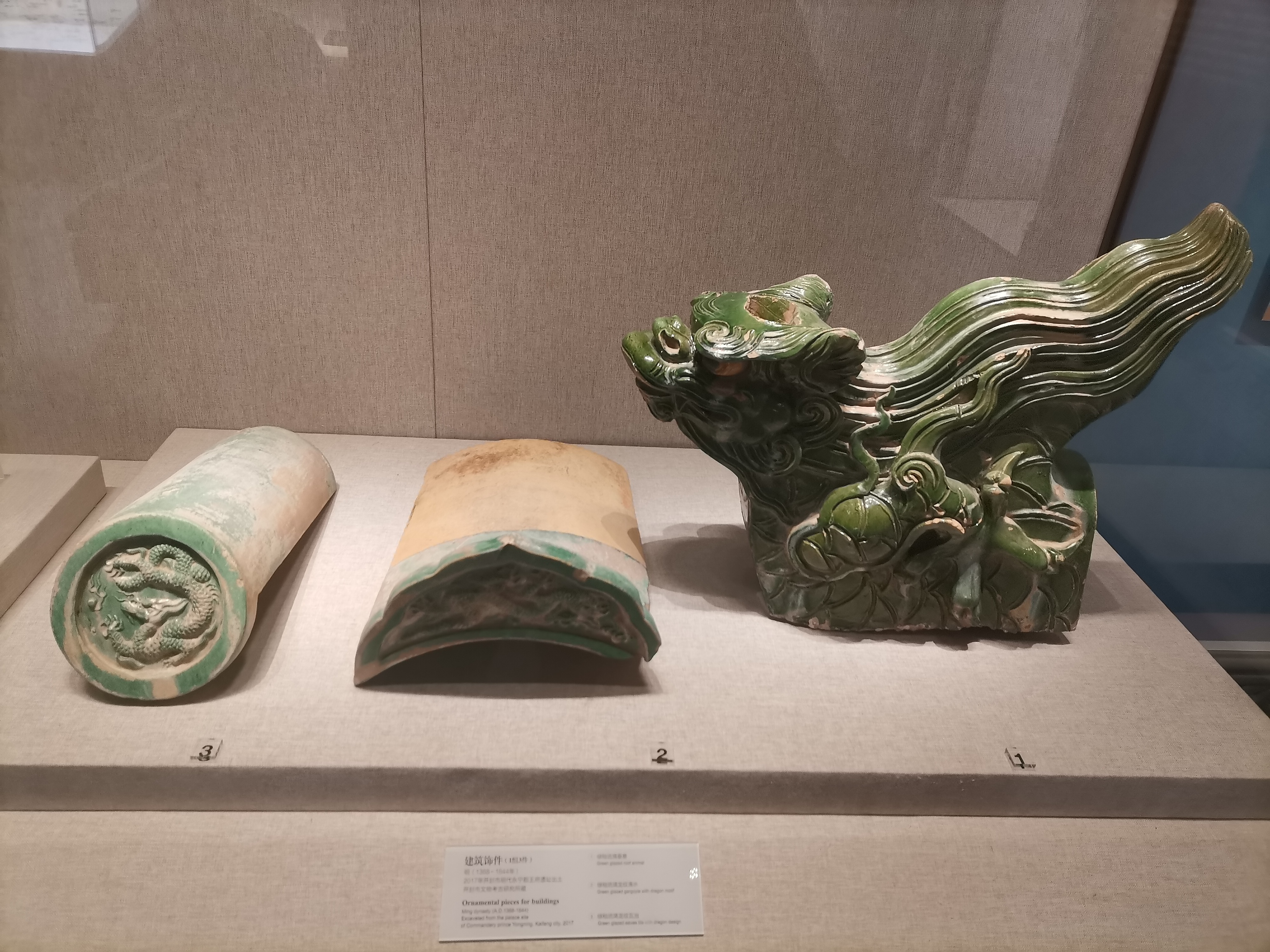
永寧王府遺址出土建築飾件（河南博物院藏）

永寧靖僖王朱有灮（1393年9月15日—1466年），明朝周藩第一代永寧王，周定王朱橚的庶第六子。

## 生平
洪武二十六年八月壬午（1393年9月15日），朱有灮出生。洪武三十五年（1402年），封永寧王。
成化二年（1466年），朱有灮去世，享年七十四歲，諡號靖僖。一年後，庶長子朱子場襲爵。

## 家庭

### 妻
- 高氏，鳳陽衛千戶高安妹，永樂九年（1411年）冊為永寧王妃[4]，宣德六年（1431年）薨[5]

### 妾
- 張氏，生朱子場[6]

### 子
- 庶長子：鎮國將軍→永寧安惠王朱子場[7]
- 第三子：鎮國將軍朱子堿，正統十三年（1448年）五月賜名[8]，六月封為鎮國將軍[9]
- 第四子：鎮國將軍朱子𡊿，正統十三年（1448年）五月賜名[8]，六月封為鎮國將軍[9]，正德二年（1507年）已故，宮人孫氏[10]
  - 第二子：朱同鍓，成化八年（1472年）四月賜名[11]
  - 第三子：朱同鏼，成化八年（1472年）四月賜名[11]
  - 第四子：奉國將軍朱同錉，成化十三年（1477年）二月賜名[12]
    - 庶長子：朱安淟，弘治十五年（1502年）七月賜名[13]
    - 庶次子：朱安浰，弘治十五年（1502年）七月賜名[13]
    - 庶三子：朱安沰，弘治十五年（1502年）七月賜名[13]
- 庶五子：鎮國將軍朱子塷，天順二年（1458年）三月賜名[14]
  - 庶八子：奉國將軍朱同鉓，弘治二年（1489年）五月賜名[15]，弘治十一年（1498年）八月賜誥命冠服[16]
  - 庶九子：奉國將軍朱同釩，弘治二年（1489年）五月賜名[15]，弘治十一年（1498年）八月賜誥命冠服[16]
  - 庶十一子：奉國將軍朱同鈵，弘治十三年（1500年）七月賜名[17]，弘治十六年（1503年）十一月賜誥命冠服[18]
  - 庶十二子：朱同銆，弘治十三年（1500年）七月賜名[17]
  - 庶十三子：朱同錨，弘治十三年（1500年）七月賜名[17]
- 第六子：鎮國將軍朱子㙪，成化元年（1465年）六月賜名[19]
  - 庶六子：奉國將軍朱同鏴，弘治三年（1490年）十一月賜名[20]，弘治十一年（1498年）八月賜誥命冠服[16]
  - 庶七子：朱同釨，弘治十三年（1500年）七月賜名[17]
- 第七子：鎮國將軍朱子塸，成化元年（1465年）六月賜名[19]
  - 庶五子：朱同鑪，弘治四年（1491年）十二月賜名[21]
  - 庶六子：朱同錂，弘治十三年（1500年）七月賜名[17]

### 女
- 第一女：滎澤縣主，宣德五年（1430年）去世[22]，儀賓譚學
- 第二女：考城縣主，儀賓雷和[23]
- 第三女：登封縣主，儀賓劉祥
- 第四女：獲嘉縣主，儀賓王紀[24]